# Division IA du Championnat du monde moins de 18 ans de hockey sur glace 2016
Navigation
Division IA en 2015 Division IA en 2017
Le tournoi de la Division I A du Championnat du monde moins de 18 ans de hockey sur glace 2016 se déroule du 9 au 15 avril 2016 à la Tchyjowka-Arena de Minsk en Biélorussie. 

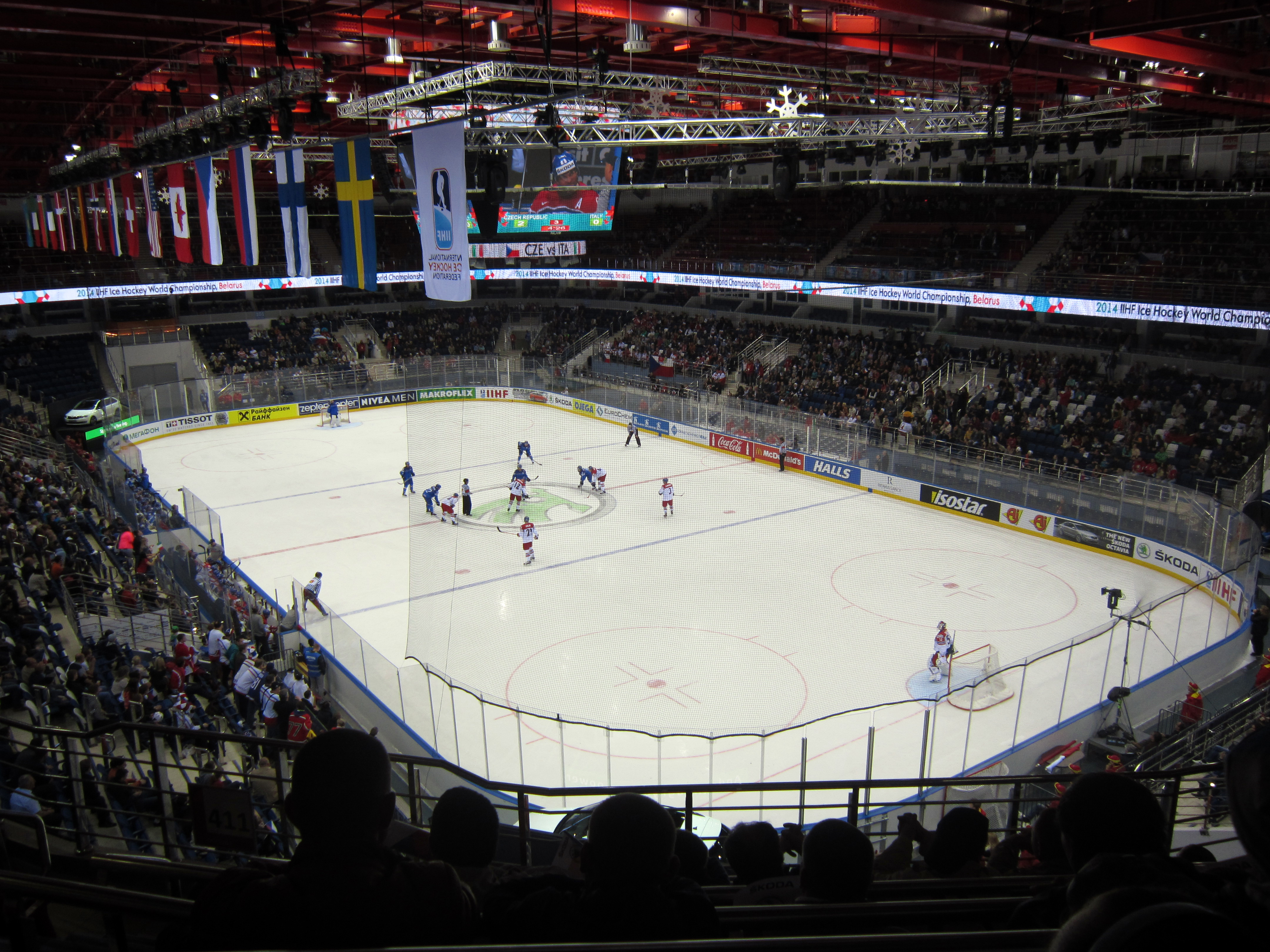
Tchyjowka-Arena à Minsk.

| \| Localisation de Minsk, capitale de la Biélorussie. \| Localisation de Minsk, capitale de la Biélorussie. |
| Localisation de Minsk, capitale de la Biélorussie.                                                          |

## Format de la compétition

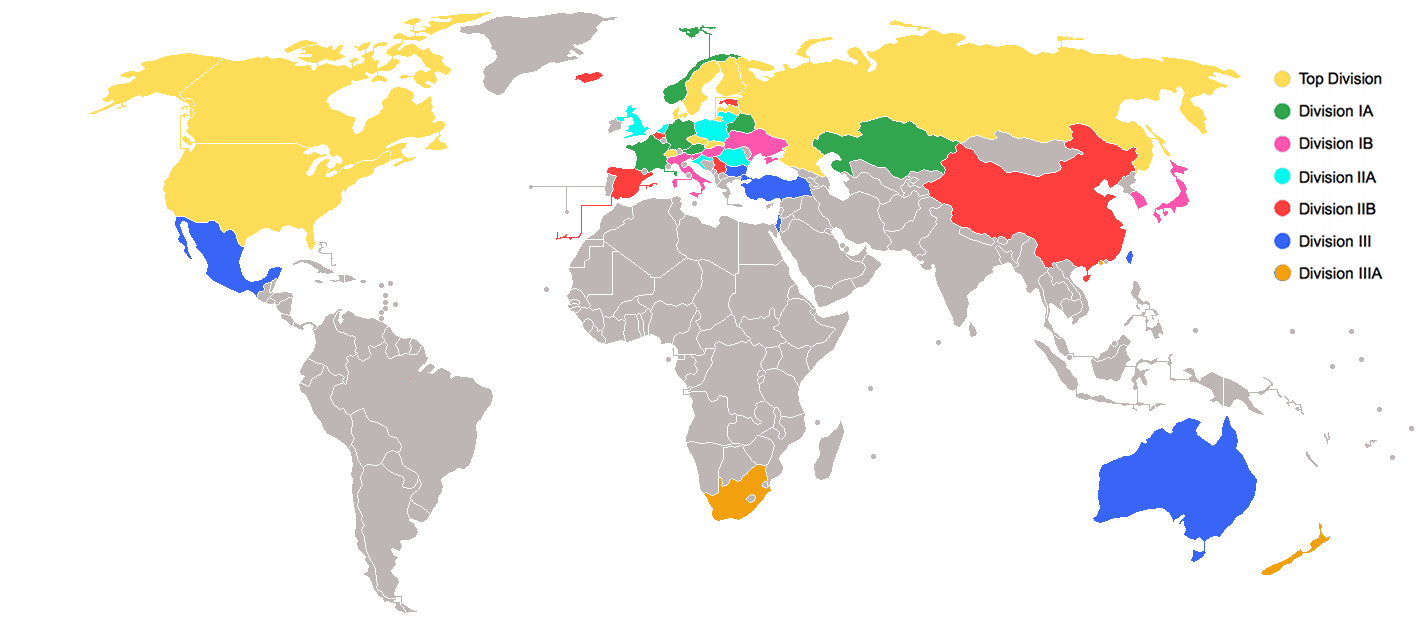
Pays participant au Championnat du monde moins de 18 ans de hockey sur glace 2016.

Le Championnat du monde moins de 18 ans de hockey sur glace 2016 se dispute en plusieurs compétitions distinctes, en fonction des Divisions.
Le groupe principal (Division Élite) regroupe 10 équipes réparties en deux poules de 5 qui disputent un tour préliminaire. Les 4 premiers de chaque poule sont qualifiés pour les quarts de finale. Les derniers de chaque poule disputent une poule de maintien jouée au meilleur des 3 matches. Le perdant est relégué en Division IA pour l'édition 2017.
Pour les autres divisions qui comptent 6 équipes (sauf la Division III B qui en compte 3), les équipes s’affrontent entre elles et, à l'issue de cette compétition, le premier est promu dans la division supérieure et le dernier est relégué dans la division inférieure.
Lors des phases de poule, les points sont attribués ainsi :
- victoire : 3 points ;
- victoire en prolongation ou aux tirs de fusillade : 2 points ;
- défaite en prolongation ou aux tirs de fusillade : 1 point ;
- défaite : 0 point.

## Nations participantes
- Allemagne, relégué de la Division Élite en 2015
- Autriche, promu de la Division I B en 2015
- Biélorussie, pays hôte
- France
- Kazakhstan
- Norvège

## Résultats
| 9 avril 2016 | France | 5-2 (1-0, 1-2, 3-0) | Autriche | Tchyjowka-Arena 410 spectateurs |

| Feuille de match | Feuille de match | Feuille de match            | Feuille de match                                                                          | Feuille de match                                                          |
| ---------------- | --- | --------------------------- | ----------------------------------------------------------------------------------------- | ------------------------------------------------------------------------- |
|                  | Addamo (Cantagallo) — 3 min 6 s - Gleizes (Texier) — 38 min 39 s (SN) Gleizes (Mathieu) — 46 min 29 s (SN) Devouassoux (Sarlin) — 52 min 51 s Munoz — 59 min 42 s (CV) | 1-0 1-1 1-2 2-2 3-2 4-2 5-2 | - Winkler (Witting, Obersteiner) — 26 min 13 s (SN) Winkler (Witting) — 34 min 6 s (SN) - | Arbitrage : Oldřich Hejduk Juges de lignes : Pavel Badyl Stanislav Raming |
| Gaëtan Richard   | Gardiens | Jakob Holzer                |                                                                                           | Arbitrage : Oldřich Hejduk Juges de lignes : Pavel Badyl Stanislav Raming |
| 10 min           | Pénalités | 8 min                       |                                                                                           | Arbitrage : Oldřich Hejduk Juges de lignes : Pavel Badyl Stanislav Raming |
| 40               | Tirs | 20                          |                                                                                           | Arbitrage : Oldřich Hejduk Juges de lignes : Pavel Badyl Stanislav Raming |

| 9 avril 2016 | Allemagne | 6-3 (2-1, 1-2, 3-0) | Norvège | Tchyjowka-Arena 1 200 spectateurs |

| Feuille de match | Feuille de match | Feuille de match                    | Feuille de match | Feuille de match                                                              |
| ---------------- | --- | ----------------------------------- | --- | ----------------------------------------------------------------------------- |
|                  | Kiefersauer — 3 min 25 s - Weyrauch (Latta) — 19 min 20 s Reichel (Hessler, Jahnke) — 23 min 47 s - Latta (Weyrauch, Appendino) — 48 min 50 s Reichel (Jahnke, Postel) — 52 min 40 s Latta (Köhler, Weyrauch) — 55 min 32 s | 1-0 1-1 2-1 3-1 3-2 3-3 4-3 5-3 6-3 | - Karlsen (Ellingsen, Rønnild) — 8 min 25 s - Noer (Ekberg, Harbosen) — 30 min 30 s Ekberg (Christensen) — 35 min 13 s (IN) - | Arbitrage : Jari Suorsa Juges de lignes : Maksims Bogdanovs Marc-Henri Progin |
| Jonas Steinmann  | Gardiens | Fredrik Bøckmann                    | | Arbitrage : Jari Suorsa Juges de lignes : Maksims Bogdanovs Marc-Henri Progin |
| 18 min           | Pénalités | 4 min                               | | Arbitrage : Jari Suorsa Juges de lignes : Maksims Bogdanovs Marc-Henri Progin |
| 30               | Tirs | 29                                  | | Arbitrage : Jari Suorsa Juges de lignes : Maksims Bogdanovs Marc-Henri Progin |

| 9 avril 2016 | Biélorussie | 5-2 (0-0, 2-3, 3-0) | Kazakhstan | Tchyjowka-Arena 4 700 spectateurs |

| Feuille de match | Feuille de match | Feuille de match            | Feuille de match                                                                                | Feuille de match                                                        |
| ---------------- | --- | --------------------------- | ----------------------------------------------------------------------------------------------- | ----------------------------------------------------------------------- |
|                  | Astachevitch (Anosov, Ivanovski) — 22 min 14 s (SN) - Nikolaïev (Bovine) — 30 min 52 s - Charangovitch (Yaromenka, Arlouski) — 41 min 1 s Nikolaïev (Bovine) — 52 min 34 s Souchko — 53 min 8 s | 1-0 1-1 2-1 2-2 3-2 4-2 5-2 | - Vakoulenko (Sinitsyne, Gabdouline) — 30 min 27 s - Borisevitch (Lazarev) — 34 min 43 s (SN) - | Arbitrage : Gintz Zviedritis Juges de lignes : Ryan Daisy Marek Hlavatý |
| Dmitri Rodik     | Gardiens | Nikita Boïarkine            |                                                                                                 | Arbitrage : Gintz Zviedritis Juges de lignes : Ryan Daisy Marek Hlavatý |
| 10 min           | Pénalités | 6 min                       |                                                                                                 | Arbitrage : Gintz Zviedritis Juges de lignes : Ryan Daisy Marek Hlavatý |
| 30               | Tirs | 26                          |                                                                                                 | Arbitrage : Gintz Zviedritis Juges de lignes : Ryan Daisy Marek Hlavatý |

| 10 avril 2016 | Autriche | 0-2 (0-0, 0-1, 0-1) | Allemagne | Tchyjowka-Arena 789 spectateurs |

| Feuille de match | Feuille de match | Feuille de match | Feuille de match                                                            | Feuille de match                                                          |
| ---------------- | ---------------- | ---------------- | --------------------------------------------------------------------------- | ------------------------------------------------------------------------- |
|                  | -                | 0-1 0-2          | Walther (Eder, Busch) — 29 min 49 s Soramies (Postel, Walther) — 52 min 1 s | Arbitrage : Ken Mollard Juges de lignes : Marek Hlavatý Marc-Henri Progin |
| Daniel Pölzl     | Gardiens         | Mirko Pantkowski |                                                                             | Arbitrage : Ken Mollard Juges de lignes : Marek Hlavatý Marc-Henri Progin |
| 8 min            | Pénalités        | 18 min           |                                                                             | Arbitrage : Ken Mollard Juges de lignes : Marek Hlavatý Marc-Henri Progin |
| 17               | Tirs             | 25               |                                                                             | Arbitrage : Ken Mollard Juges de lignes : Marek Hlavatý Marc-Henri Progin |

| 10 avril 2016 | Kazakhstan | 4-3 (1-1, 0-1, 3-1) | France | Tchyjowka-Arena 530 spectateurs |

| Feuille de match | Feuille de match | Feuille de match            | Feuille de match                                                                                         | Feuille de match                                                       |
| ---------------- | --- | --------------------------- | --- | ---------------------------------------------------------------------- |
|                  | Pismarkine (Gabdouline, Orekhov) — 4 min 8 s - Dzhanagzinov (Nazarenko) — 47 min 39 s Sam. Daniyar (Pismarkine, Say. Daniyar) — 58 min 13 s (SN) Borisevitch (Sabourov) — 58 min 46 s | 1-0 1-1 1-2 1-3 2-3 3-3 4-3 | - Gleizes (Munoz) — 14 min 54 s Texier (Robert) — 35 min 13 s Texier (Guebey, Prissaint) — 45 min 27 s - | Arbitrage : Jari Suorsa Juges de lignes : Maksims Bogdanovs Ryan Daisy |
| Nikita Boïarkine | Gardiens | Gaëtan Richard              | | Arbitrage : Jari Suorsa Juges de lignes : Maksims Bogdanovs Ryan Daisy |
| 0 min            | Pénalités | 12 min                      | | Arbitrage : Jari Suorsa Juges de lignes : Maksims Bogdanovs Ryan Daisy |
| 39               | Tirs | 32                          | | Arbitrage : Jari Suorsa Juges de lignes : Maksims Bogdanovs Ryan Daisy |

| 10 avril 2016 | Norvège | 3-6 (3-3, 0-3, 0-0) | Biélorussie | Tchyjowka-Arena 5 450 spectateurs |

| Feuille de match                                          | Feuille de match                                                                                         | Feuille de match                                             | Feuille de match | Feuille de match                                                               |
| --------------------------------------------------------- | --- | ------------------------------------------------------------ | --- | ------------------------------------------------------------------------------ |
|                                                           | - Noer (Jessesen) — 14 min 45 s Pettersen (Johansen) — 15 min 25 s (SN) Grøsvik (Borvik) — 15 min 42 s - | 0-1 1-1 2-1 3-1 3-2 3-3 3-4 3-5 3-6                          | Pichtchouk (Martïnïouk, Souchko) — 7 min 19 s (SN) - Sokolovski (Orlovski) — 17 min 12 s Orlovski (Bovbel) — 18 min 29 s Martïnïouk (Pichtchouk) — 20 min 47 s Litvinov (Ivanovski) — 30 min 56 s Anosov (Bovine) — 31 min 40 s | Arbitrage : Oldřich Hejduk Juges de lignes : Kensuke Kanazawa Stanislav Raming |
| Jakob Opsahl (31 min 40 s) Fredrik Bøckmann (28 min 20 s) | Gardiens                                                                                                 | Dmitri Rodik (15 min 42 s) Alexeï Potaptchenko (44 min 18 s) | | Arbitrage : Oldřich Hejduk Juges de lignes : Kensuke Kanazawa Stanislav Raming |
| 10 min                                                    | Pénalités                                                                                                | 8 min                                                        | | Arbitrage : Oldřich Hejduk Juges de lignes : Kensuke Kanazawa Stanislav Raming |
| 19                                                        | Tirs | 37                                                           | | Arbitrage : Oldřich Hejduk Juges de lignes : Kensuke Kanazawa Stanislav Raming |

| 12 avril 2016 | Allemagne | 4-3 (pr) (1-1, 1-1, 1-1, 1-0) | Kazakhstan | Tchyjowka-Arena 789 spectateurs |

| Feuille de match | Feuille de match | Feuille de match            | Feuille de match | Feuille de match                                                       |
| ---------------- | --- | --------------------------- | --- | ---------------------------------------------------------------------- |
|                  | - Soramies (Walther, Postel) — 9 min 6 s (SN) Jahnke (Reichel, Hessler) — 22 min 48 s - Walther (Soramies, Postel) — 58 min 39 s - Hessler (Jahnke, Appendino) — 61 min 29 s | 0-1 1-1 2-1 2-2 3-2 3-3 4-3 | Nazarenko (Choulga, Dzhanagzinov) — 5 min 16 s - Ponomariov (Vakoulenko, Sinitsyne) — 26 min 20 s - Melikhov (Lazarev) — 59 min 59 s (2 SN) - | Arbitrage : Jari Suorsa Juges de lignes : Pavel Badyl Kensuke Kanazawa |
| Mirko Pantkowski | Gardiens | Nikita Boïarkine            | | Arbitrage : Jari Suorsa Juges de lignes : Pavel Badyl Kensuke Kanazawa |
| 4 min            | Pénalités | 14 min                      | | Arbitrage : Jari Suorsa Juges de lignes : Pavel Badyl Kensuke Kanazawa |
| 44               | Tirs | 24                          | | Arbitrage : Jari Suorsa Juges de lignes : Pavel Badyl Kensuke Kanazawa |

| 12 avril 2016 | Autriche | 2-4 (1-3, 0-1, 1-0) | Norvège | Tchyjowka-Arena 853 spectateurs |

| Feuille de match                                      | Feuille de match                                                                                  | Feuille de match        | Feuille de match | Feuille de match                                                           |
| ----------------------------------------------------- | ------------------------------------------------------------------------------------------------- | ----------------------- | --- | -------------------------------------------------------------------------- |
|                                                       | - Zitz (Bretschneider, Tröthan) — 11 min 35 s - Winkler (Goritschnig, Witting) — 54 min 16 s (SN) | 0-1 0-2 1-2 1-3 1-4 2-4 | Harbosen (Ellingsen) — 2 min 41 s Karlsen (Borvik, Johansen) — 10 min 56 s - Pettersen (Johansen) — 18 min 51 s (SN) Christensen (Ellingsen, Karlsen) — 24 min 21 s (2 SN) - | Arbitrage : Gintz Zviedritis Juges de lignes : Ryan Daisy Stanislav Raming |
| Daniel Pölzl (10 min 56 s) Jakob Holzer (46 min 59 s) | Gardiens                                                                                          | Fredrik Bøckmann        | | Arbitrage : Gintz Zviedritis Juges de lignes : Ryan Daisy Stanislav Raming |
| 16 min                                                | Pénalités                                                                                         | 10 min                  | | Arbitrage : Gintz Zviedritis Juges de lignes : Ryan Daisy Stanislav Raming |
| 15                                                    | Tirs                                                                                              | 34                      | | Arbitrage : Gintz Zviedritis Juges de lignes : Ryan Daisy Stanislav Raming |

| 12 avril 2016 | Biélorussie | 3-2 (1-1, 1-0, 1-1) | France | Tchyjowka-Arena 6 800 spectateurs |

| Feuille de match    | Feuille de match | Feuille de match    | Feuille de match                                                                    | Feuille de match                                                          |
| ------------------- | --- | ------------------- | ----------------------------------------------------------------------------------- | ------------------------------------------------------------------------- |
|                     | Martynov (Martïnïouk, Souchko) — 2 min 10 s (SN) - Martïnïouk (Nikolaïev) — 32 min 35 s (SN) Ivanovski (Anosov) — 45 min 56 s - | 1-0 1-1 2-1 3-1 3-2 | - Guebey (Boudon, Addamo) — 15 min 7 s (SN) - Mathieu (Bougro, Petit) — 47 min 23 s | Arbitrage : Ken Mollard Juges de lignes : Marek Hlavatý Marc-Henri Progin |
| Alexeï Potaptchenko | Gardiens | Gaëtan Richard      |                                                                                     | Arbitrage : Ken Mollard Juges de lignes : Marek Hlavatý Marc-Henri Progin |
| 8 min               | Pénalités | 59 min              |                                                                                     | Arbitrage : Ken Mollard Juges de lignes : Marek Hlavatý Marc-Henri Progin |
| 29                  | Tirs | 17                  |                                                                                     | Arbitrage : Ken Mollard Juges de lignes : Marek Hlavatý Marc-Henri Progin |

| 13 avril 2016 | Norvège | 2-3 (TB) (2-0, 0-2, 0-0, 0-0, 0-1) | Kazakhstan | Tchyjowka-Arena 678 spectateurs |

| Feuille de match | Feuille de match                                                                 | Feuille de match    | Feuille de match | Feuille de match                                                             |
| ---------------- | -------------------------------------------------------------------------------- | ------------------- | --- | ---------------------------------------------------------------------------- |
|                  | Johansen (Pettersen, Ekberg) — 14 min 34 s (SN) Dahl (Ellingsen) — 18 min 19 s - | 1-0 2-0 2-1 2-2 2-3 | - Say. Daniyar (Gabdouline, Pismarkine) — 21 min 5 s Say. Daniyar (Orekhov, Pismarkine) — 24 min 15 s Say. Daniyar — 65 min (TB) | Arbitrage : Ken Mollard Juges de lignes : Marc-Henri Progin Stanislav Raming |
| Fredrik Bøckmann | Gardiens                                                                         | Nikita Boïarkine    | | Arbitrage : Ken Mollard Juges de lignes : Marc-Henri Progin Stanislav Raming |
| 10 min           | Pénalités                                                                        | 12 min              | | Arbitrage : Ken Mollard Juges de lignes : Marc-Henri Progin Stanislav Raming |
| 31               | Tirs                                                                             | 36                  | | Arbitrage : Ken Mollard Juges de lignes : Marc-Henri Progin Stanislav Raming |

| 13 avril 2016 | France | 3-5 (0-1, 2-2, 1-2) | Allemagne | Tchyjowka-Arena 630 spectateurs |

| Feuille de match | Feuille de match | Feuille de match                | Feuille de match | Feuille de match                                                      |
| ---------------- | --- | ------------------------------- | --- | --------------------------------------------------------------------- |
|                  | - Robert (Berard, Texier) — 20 min 58 s Bougro (Addamo) — 24 min 21 s (SN) - Robert (Texier, Guebey) — 49 min 26 s - | 0-1 1-1 2-1 2-2 2-3 3-3 3-4 3-5 | Adam (Postel) — 5 min 55 s - Eder (Eckl, Huß) — 34 min 12 s Adam (Gawanke, Postel) — 35 min 8 s (SN) - Postel (Busch) — 49 min 44 s Kiefersauer (Eder) — 59 min 31 s (CV) | Arbitrage : Gints Zviedritis Juges de lignes : Pavel Badyl Ryan Daisy |
| Gaëtan Richard   | Gardiens | Jonas Steinmann                 | | Arbitrage : Gints Zviedritis Juges de lignes : Pavel Badyl Ryan Daisy |
| 10 min           | Pénalités | 12 min                          | | Arbitrage : Gints Zviedritis Juges de lignes : Pavel Badyl Ryan Daisy |
| 34               | Tirs | 41                              | | Arbitrage : Gints Zviedritis Juges de lignes : Pavel Badyl Ryan Daisy |

| 13 avril 2016 | Biélorussie | 4-5 (2-2, 1-3, 1-0) | Autriche | Tchyjowka-Arena 4 800 spectateurs |

| Feuille de match                                             | Feuille de match | Feuille de match                    | Feuille de match | Feuille de match                                                                |
| ------------------------------------------------------------ | --- | ----------------------------------- | --- | ------------------------------------------------------------------------------- |
|                                                              | Souchko (Martïnïouk, Litvinov) — 2 min 45 s (SN) - Martynov (Martïnïouk, Pichtchouk) — 16 min 49 s (SN) - Charangovitch (Yaromenka) — 35 min 48 s (SN) Bovine (Bovbel, Nikolaïev) — 43 min 7 s | 1-0 1-1 1-2 2-2 2-3 2-4 2-5 3-5 4-5 | - Pusnik (Witting) — 11 min 24 s Haberl (Zitz) — 12 min 29 s - Obersteiner (Artner) — 25 min 59 s Artner (Maxa) — 26 min 26 s Klöckl (Demuth) — 31 min 39 s - | Arbitrage : Oldřich Hejduk Juges de lignes : Maksims Bogdanovs Kensuke Kanazawa |
| Dmitri Rodik (31 min 34 s) Alexeï Potaptchenko (27 min 31 s) | Gardiens | Jakob Holzer                        | | Arbitrage : Oldřich Hejduk Juges de lignes : Maksims Bogdanovs Kensuke Kanazawa |
| 4 min                                                        | Pénalités | 14 min                              | | Arbitrage : Oldřich Hejduk Juges de lignes : Maksims Bogdanovs Kensuke Kanazawa |
| 38                                                           | Tirs | 16                                  | | Arbitrage : Oldřich Hejduk Juges de lignes : Maksims Bogdanovs Kensuke Kanazawa |

| 15 avril 2016 | France | 5-4 (1-2, 3-2, 1-0) | Norvège | Tchyjowka-Arena 678 spectateurs |

| Feuille de match | Feuille de match | Feuille de match                    | Feuille de match | Feuille de match                                                          |
| ---------------- | --- | ----------------------------------- | --- | ------------------------------------------------------------------------- |
|                  | Munoz (Gleizes) — 3 min 26 s - Robert (Pascal, Texier) — 23 min 23 s (SN) Addamo (Bougro) — 31 min 8 s Munoz (Boudon, Gleizes) — 32 min 7 s - Addamo (Bougro, Guebey) — 40 min 38 s | 1-0 1-1 1-2 1-3 2-3 3-3 4-3 4-4 5-4 | - Karlsen (Pettersen, Borvik) — 14 min 51 s Noer (Dahl) — 15 min 38 s Pettersen (Karlsen) — 21 min 35 s - Karlsen (Ellingsen, Christensen) — 33 min 49 s (SN) - | Arbitrage : Ken Mollard Juges de lignes : Maksims Bogdanovs Marek Hlavatý |
| Gaëtan Richard   | Gardiens | Fredrik Bøckmann                    | | Arbitrage : Ken Mollard Juges de lignes : Maksims Bogdanovs Marek Hlavatý |
| 6 min            | Pénalités | 8 min                               | | Arbitrage : Ken Mollard Juges de lignes : Maksims Bogdanovs Marek Hlavatý |
| 27               | Tirs | 28                                  | | Arbitrage : Ken Mollard Juges de lignes : Maksims Bogdanovs Marek Hlavatý |

| 15 avril 2016 | Kazakhstan | 5-2 (1-0, 4-1, 0-1) | Autriche | Tchyjowka-Arena 1 000 spectateurs |

| Feuille de match                                           | Feuille de match | Feuille de match                                      | Feuille de match                                                         | Feuille de match                                                       |
| ---------------------------------------------------------- | --- | ----------------------------------------------------- | ------------------------------------------------------------------------ | ---------------------------------------------------------------------- |
|                                                            | Say. Daniyar — 17 min 18 s Beketaïev (Nazarenko) — 21 min 45 s - Dzhanagzinov (Choulga) — 27 min 49 s (SN) Sinitsyne (Dournev) — 32 min 58 s Borisevitch (Polokhov) — 36 min 27 s (SN) - | 1-0 2-0 2-1 3-1 4-1 5-1 5-2                           | - Maxa (Goritschnig) — 25 min 29 s (IN) - König (Steffler) — 55 min 30 s | Arbitrage : Jari Suorsa Juges de lignes : Pavel Badyl Kensuke Kanazawa |
| Nikita Boïarkine (51 min 15 s) Andreï Choutov (8 min 45 s) | Gardiens | Jakob Holzer (36 min 27 s) Daniel Pölzl (23 min 33 s) |                                                                          | Arbitrage : Jari Suorsa Juges de lignes : Pavel Badyl Kensuke Kanazawa |
| 10 min                                                     | Pénalités | 6 min                                                 |                                                                          | Arbitrage : Jari Suorsa Juges de lignes : Pavel Badyl Kensuke Kanazawa |
| 28                                                         | Tirs | 18                                                    |                                                                          | Arbitrage : Jari Suorsa Juges de lignes : Pavel Badyl Kensuke Kanazawa |

| 15 avril 2016 | Allemagne | 3-5 (1-2, 2-1, 0-2) | Biélorussie | Tchyjowka-Arena 9 200 spectateurs |

| Feuille de match | Feuille de match                                                                                       | Feuille de match                | Feuille de match | Feuille de match                                                         |
| ---------------- | --- | ------------------------------- | --- | ------------------------------------------------------------------------ |
|                  | - Postel — 18 min 26 s - Jahnke (Reichel) — 24 min 37 s Kiefersauer (Huss, Busch) — 32 min 44 s (SN) - | 0-1 0-2 1-2 1-3 2-3 3-3 3-4 3-5 | Martynov (Souchko) — 3 min 14 s Litvinov (Ivanovski, Deriabine) — 4 min 48 s - Ivanovski (Yaromenka) — 23 min 10 s (SN) - Pichtchouk (Yaromenka) — 44 min 1 s Martynov (Souchko) — 58 min 12 s | Arbitrage : Oldřich Hejduk Juges de lignes : Ryan Daisy Stanislav Raming |
| Mirko Pantkowski | Gardiens                                                                                               | Dmitri Rodik                    | | Arbitrage : Oldřich Hejduk Juges de lignes : Ryan Daisy Stanislav Raming |
| 33 min           | Pénalités                                                                                              | 18 min                          | | Arbitrage : Oldřich Hejduk Juges de lignes : Ryan Daisy Stanislav Raming |
| 18               | Tirs                                                                                                   | 25                              | | Arbitrage : Oldřich Hejduk Juges de lignes : Ryan Daisy Stanislav Raming |

## Classement final
| Clt   | Équipe        | PJ | V | VP | D | DP | BP | BC | Diff | Pts |
| ----- | ------------- | -- | - | -- | - | -- | -- | -- | ---- | --- |
| +001, | Biélorussie   | 5  | 4 | 0  | 1 | 0  | 23 | 15 | +8   | 12  |
| +002, | Allemagne (R) | 5  | 3 | 1  | 1 | 0  | 20 | 14 | +6   | 11  |
| +003, | Kazakhstan    | 5  | 2 | 1  | 1 | 1  | 17 | 16 | +1   | 9   |
| +004, | France        | 5  | 2 | 0  | 3 | 0  | 18 | 18 | 0    | 6   |
| +005, | Norvège       | 5  | 1 | 0  | 3 | 1  | 16 | 22 | -6   | 4   |
| +006, | Autriche (P)  | 5  | 1 | 0  | 4 | 0  | 11 | 20 | -9   | 3   |

- Promu en Division Élite en 2017
- Relégué en Division IB en 2017

Pour les significations des abréviations, voir statistiques du hockey sur glace.

## Récompenses individuelles
Pour les significations des abréviations, voir statistiques du hockey sur glace.
| Rang | Joueur                   | Pays        | PJ | B | A | Pts | +/− | Pun |
| ---- | ------------------------ | ----------- | -- | - | - | --- | --- | --- |
| 1    | Niklas Postel            | Allemagne   | 5  | 2 | 6 | 8   | +3  | 0   |
| 2    | Christoffer Karlsen      | Norvège     | 5  | 4 | 2 | 6   | 0   | 2   |
| 3    | Vladislav Martynyuk      | Biélorussie | 5  | 2 | 4 | 6   | 0   | 4   |
| 3    | Maksim Souchko           | Biélorussie | 5  | 2 | 4 | 6   | 0   | 2   |
| 3    | Alexandre Texier         | France      | 5  | 2 | 4 | 6   | +1  | 6   |
| 6    | Sayan Daniyar            | Kazakhstan  | 5  | 4 | 1 | 5   | +2  | 0   |
| 7    | Justin Addamo            | France      | 5  | 3 | 2 | 5   | 0   | 27  |
| 7    | Jean Gleizes             | France      | 5  | 3 | 2 | 5   | 0   | 0   |
| 7    | Mathias Emilio Pettersen | Norvège     | 5  | 3 | 2 | 5   | -2  | 0   |
| 10   | Leonid Ivanovski         | Biélorussie | 5  | 2 | 3 | 5   | +2  | 0   |

| Rang | Joueur              | Pays        | Min          | BC | Moy  | %Arr  | Bl |
| ---- | ------------------- | ----------- | ------------ | -- | ---- | ----- | -- |
| 1    | Nikita Boyarkin     | Kazakhstan  | 297 min 3 s  | 15 | 3,03 | 90,07 | 0  |
| 2    | Gaëtan Richard      | France      | 297 min 5 s  | 17 | 3,43 | 89,10 | 0  |
| 3    | Mirko Pantkowski    | Allemagne   | 180 min 3 s  | 8  | 2,67 | 87,88 | 1  |
| 4    | Jakob Holzer        | Autriche    | 200 min 49 s | 15 | 4,48 | 87,70 | 0  |
| 5    | Alexeï Potaptchenko | Biélorussie | 131 min 49 s | 5  | 2,28 | 86,84 | 0  |
| 6    | Fredrik Bøckmann    | Norvège     | 272 min 12 s | 16 | 3,53 | 86,78 | 0  |
| 7    | Dmitri Rodik        | Biélorussie | 167 min 16 s | 10 | 3,59 | 82,76 | 0  |

Pour les significations des abréviations, voir statistiques du hockey sur glace.
Nota : seuls sont classés les gardiens ayant joué au minimum 40 % du temps de jeu de leur équipe.